# Jürgen Strothmann
Jürgen Strothmann (* 11. März 1966 in Braunschweig) ist ein deutscher Historiker.

## Leben
Er studierte von 1986 bis 1992 Geschichte, alte Geschichte und Philosophie an der Ruhr-Universität Bochum, wo er 1992 den Magister Artium erwarb. Von 1992 bis 1995 war er wissenschaftliche Hilfskraft an der Ruhr-Universität Bochum (am Lehrstuhl für spätmittelalterliche Geschichte) und an der Technischen Universität Dortmund (Soziologie). Er wurde am 27. Juni 1996 promoviert. Von 1997 bis 1999 war er wissenschaftlicher Mitarbeiter beim Westfälischen Archivamt des Landschaftsverbandes Westfalen-Lippe zur Edition der Chronik des Adolf Wilhelm Moerbecke zu Stevening zur westfälischen und europäischen Geschichte des 17. Jahrhunderts. Im Folgenden war er von 2000 bis 2002 im ThyssenKrupp Konzernarchiv in Duisburg angestellt. Er lehrte von 2003 bis 2011 an der Universität Paderborn. Von 2007 bis 2009 war er dort wissenschaftlicher Mitarbeiter im interdisziplinären DFG-Projekt Merowingische Monetarmünzen. Seit Mai 2011 ist er Lehrkraft für besondere Aufgaben für Alte und Mittelalterliche Geschichte an der Universität Siegen und seit der Habilitation 19. Juli 2013 lehrt er dort als Privatdozent.
Schwerpunktmäßig beschäftigt er sich mit der Epochenschwelle zwischen der Spätantike und dem Frühmittelalter sowie mit der Geschichte politischer Ideen und Ordnungen in Antike und Mittelalter. So untersucht Strothmann das politische Funktionieren des Karolingerreiches und der fortbestehenden römischen Verwaltungseinheiten (Civitates) im frühmittelalterlichen Gallien. Daneben gehören die Monetarmünzen der Merowingerzeit und die Entwicklung des Alpenraums zwischen Antike und Mittelalter zu seinen Forschungsinteressen.

## Schriften (Auswahl)
- Kaiser und Senat. Der Herrschaftsanspruch der Stadt Rom zur Zeit der Staufer (= Beihefte zum Archiv für Kulturgeschichte. Band 47). Böhlau, Köln u. a. 1998, ISBN 3-412-06498-X (zugleich Dissertation, Bochum 1996).
- Westfalen und Europa im 17. Jahrhundert. Die Chronik des Adolf Wilhelm Moerbecke zu Stevening (= Westfälische Quellen und Archivpublikationen. Band 22). Landschaftsverband Westfalen-Lippe, Münster 2000, OCLC 800943794.
- als Herausgeber mit Jörg Jarnut: Die Merowingischen Monetarmünzen als Quelle zum Verständnis des 7. Jahrhunderts in Gallien (= MittelalterStudien. Band 23). Fink, Paderborn 2013, ISBN 3-7705-5548-1.